# الحجاجة (المضاربة والعارة)

تعديل مصدري - تعديل

الحجاجة هي إحدى قرى عزلة العارة بمديرية المضاربة والعارة التابعة لمحافظة لحج، بلغ تعداد سكانها 31 نسمة حسب تعداد اليمن لعام 2004.